# MIS结构
MIS结构是研究半导体表面电场效应的一种理想化情况，满足以下几个条件：
一、金属与半导体的功函数差为零
二、在绝缘层内没有任何电荷且绝缘层完全不导电
三、绝缘体与半导体界面处不存在任何界面状态